# Neva Patterson
Neva Patterson (10 de fevereiro de 1920 - 14 de dezembro de 2010) foi um atriz norte-americana.